# Viktorija Zagrzeb
Viktorija Zagrzeb (chorw. ZŠK Viktorija) – chorwacki klub piłkarski, mający siedzibę w stolicy kraju, mieście Zagrzeb, działający w latach 1907–1945.

## Historia
Chronologia nazw:
- 1907: Viktorija Zagrzeb (chorw. ŠK Viktorija)
- 1918: Concordia-Victoria Zagrzeb (chorw. HŠK Concordia-Viktorija) – wspólne występy z HŠK Concordia
- 1919: Viktorija Zagrzeb (chorw. ŠK Viktorija)
- 1923: Viktorija Zagrzeb (chorw. ZŠK Viktorija) – po fuzji z HŠK Penkale
- 1941: Krešimir Zagrzeb (chorw. NK Krešimir) – po fuzji z ŠK Zagreb
- 1941: Viktorija Zagrzeb (chorw. HŠK Viktorija)
- 1945: Napredak Zagrzeb (chorw. NK Napredak)
- 1945: klub rozwiązano

Klub piłkarski ŠK Viktorija został założony w Zagrzebiu w roku szkolnym 1907/08, niektóre źródła podają 1907. Założycielami klubu byli uczniowie Gimnazjum Dolnego Miasta, później dołączyli do niego uczniowie Gimnazjum Realnego, Akademii Handlowej i Gimnazjum Górnego Miasta. Początkowo w klubie grali chłopcy, drugoklasiści, którzy również nosili spodenki poza boiskiem. Klub często odwiedzał prowincję, gdzie grał mecze piłki nożnej. W pierwszych latach występował na "Elipsi", a od 1922 roku na Placu Zabaw przy Miramarskiej ceście. W sezonie 1913/14 zespół debiutował w drugich mistrzostwach Chorwacji i Slawonii, który został niedokończony ze względu na rozpoczęcie wojny. W czasie I wojny światowej działalność klubu została zawieszona i była kontynuowana w sezonie 1918/19, w którym z powodu braku zawodników występował razem z HŠK Concordia pod nazwą Concordia-Victoria.
Pierwsze wojenne mistrzostwa miasta Zagrzebia w piłce nożnej w 1918 roku były pierwszymi zawodami piłkarskimi w Zagrzebiu po Mistrzostwach Chorwacji i Slawonii z 1914 roku. Rozgrywki zorganizował Komitet ds. organizacji meczów piłki nożnej na rzecz Czerwonego Krzyża, wzorem innych dużych miast Austro-Węgier (Wiedeń, Praga, Budapeszt). Mecze rozgrywano od maja do sierpnia 1918 roku. Klub z powodu braku zawodników jednak nie brał udziału w mistrzostwach miasta. Drugie wojenne mistrzostwa miasta Zagrzebia, które rozpoczęły się 1 września 1918 roku, nie dokończono z powodu zmian politycznych i społecznych w kraju, a klub grał razem z HŠK Concordia w połączonej drużynie. Następne mistrzostwa miasta Zagrzeb 1918/19 zostały organizowane przez Sekcję Piłki Nożnej Chorwackiej Federacji Sportowej, która stała się już autonomicznym organem Chorwackiego Związku Sportowego, ale klub znów nie startował w mistrzostwach. 7 września 1919 Sekcja Piłki Nożnej wznowiła Mistrzostwa Chorwacji i Slawonii, które zakończyły w grudniu 1919 zwycięstwem Građanskiego, a ŠK Viktorija została sklasyfikowana na piątej pozycji.
Mistrzostwa Chorwacji i Slawonii w 1919 roku rozegrano tylko w sezonie jesiennym, ponieważ 15 lutego 1920 roku Jugosłowiański Związek Piłki Nożnej (JNS) podzielił Federację na pięć oddziałów i zalecił rozpoczęcie mistrzostw oddziałowych na początku 1920 roku. Pierwsze mistrzostwa Jugosłowiańskiego Związku Piłki Nożnej miały zostać rozegrane jesienią 1920 roku, a Zagrzebski Oddział Związku Piłki Nożnej (ZNP) przygotowywał się do rozpoczęcia mistrzostw 28 marca 1920 roku. Dzień przed rozpoczęciem mistrzostw oddziałowych JNS wysłał oficjalne zawiadomienie do ZNP, że mecze z wiosennej części mistrzostw nie będą się liczyć do mistrzostw JNS, a ZNP sam zdecydował, czy będzie to kontynuacja mistrzostw rozegranych jesienią 1919 roku. W wiosennej części mistrzostw ZNP rozegrano osobne mistrzostwa Zagrzebia w dwóch klasach i osobnej mistrzostw prowincji. W meczu finałowym o tytuł mistrza ZNP grały zwycięzcy dwóch mistrzostw. Jednak ogólnokrajowe mistrzostwa Jugosławii udało się organizować dopiero w 1923 roku, a wcześniej kontynuowano rozgrywanie mistrzostw oddziałowych. W sezonie 1920/21 klub zajął 7.miejsce, a w następnym sezonie 1921/22 awansował na 6.pozycję, ale spadł do drugiej ligi, zwanej I.B razred. W 1923 roku zawodnicy HŠK Penkale przenieśli się do "Victoriji" i od tego czasu klub nosił nazwę ZŠK Viktorija. Dopiero, po pięciu latach, w sezonie 1926/27 zespół zwyciężył w drugiej lidze i wrócił do I. razreda. W sezonie 1930/31 po 3.kolejce rundy wiosennej kluby z trzech pierwszych miejsc zostały przeniesione do kwalifikacji JNS, a wyniki ligowe z ich udziałem zostały anulowane. W pozostałych 4 meczach Viktorija odniosła 4 zwycięstwa i zajęła pierwsze miejsce w rozgrywkach I. razreda Zagrzebia. 
W następnym sezonie 1931/32 nastąpiła reforma systemu ligowego i drużyna musiała walczyć w turnieju eliminacyjnym do pierwszej ligi. Po zwycięstwie w eliminacjach startowała w rozgrywkach I.A razreda, w których zajęła 4.miejsce i awansowała do turnieju eliminacyjnego do mistrzostw Jugosławii. Następnie po wygraniu grupy 1 w kwalifikacjach zdobyła awans do turnieju finałowego mistrzostw Jugosławii. W sezonie 1928/29 zespół debiutował na najwyższym szczeblu mistrzostw Jugosławii, ale w pierwszej rundzie (1/4 finału) przegrał 0:3 i 3:7 z Concordią Zagrzeb. Od sezonu 1932/33 najlepsze drużyny ZNP nie biorą udziału w mistrzostwach ZNP ze względu na udział w mistrzostwach Jugosławii. W sezonie 1932/33 klub zdobył mistrzostwo miasta, a potem w finale ZNP wygrał 7:3, 4:1 z Segestą z miasta Sisak (mistrz prowincji) i został zwycięzcą Zagrzebackiego Związku Piłki Nożnej. Do roku 1940 występował w mistrzostwach I. razreda Zagrzebia. W sezonie 1940/41 został organizowany turniej o nazwie Prvenstvo Banovine Hrvatske, ale klub nie zakwalifikował się do rozgrywek, jednak finał nie został rozegrany, tak jak 6 kwietnia 1941 roku po najechaniu przez Państwa Osi Królestwo Jugosławii zostało podzielone.
Podczas Niepodległego Państwa Chorwackiego ponownie organizowane są mistrzostwa ZNP z najlepszymi drużynami oraz mistrzostwa NDH (chorw. Nezavisna Država Hrvatska). 15 maja 1941 roku połączył się z ŠK Zagreb, po czym przyjął nazwę NK Krešimir, ale wkrótce zmienił nazwę na HŠK Viktorija. W mistrzostwach ZNP sezonu 1941/42 spadł z pierwszej do drugiej ligi, a w następnym sezonie 1942/43 zdobył mistrzostwo grupy Tomislav II. razreda i wrócił do pierwszej ligi. W sezonie 1943/44 zajął ósme miejsce I. razreda. W 1945 roku klub zmienił nazwę na NK Napredak. Ostatnie mistrzostwa ZNP rozpoczęły się 28 kwietnia 1945 roku, a przerwano 6 maja 1945 roku z powodu zmian politycznych w państwie. Mistrzostwa nigdy nie zostały wznowione, ponieważ wszystkie kluby zostały zlikwidowane 6 czerwca 1945 decyzją ministra zdrowia Federalnego Państwa Chorwacji.

## Barwy klubowe, strój, herb, hymn
|  |  |

Klub ma barwy niebiesko-żółte.

## Sukcesy

### Trofea międzynarodowe
Do chwili obecnej klub jeszcze nigdy nie zakwalifikował się do rozgrywek europejskich.

### Trofea krajowe
Chorwacja
| \| \| Zdobyte trofea w rozgrywkach Chorwacji (stan na: 31-05-2021) \| |                                                              |      |                            |
| Rozgrywki                                                             | Osiągnięcie                                                  | Razy | Sezon(y)                   |
| Mistrzostwo                                                           | I miejsce                                                    | 0    |                            |
| Mistrzostwo                                                           | II miejsce                                                   | 0    |                            |
| Mistrzostwo                                                           | III miejsce                                                  | 0    |                            |
| Mistrzostwo                                                           | 4.miejsce                                                    | 1    | 1918 (2)                   |
| Puchar                                                                | zdobywca                                                     | 0    |                            |
| Puchar                                                                | finalista                                                    | 0    |                            |
| II liga                                                               | I miejsce                                                    | 1    | 1942/43 (skupina Tomislav) |
| II liga                                                               | II miejsce                                                   | 0    |                            |
| II liga                                                               | III miejsce                                                  | 0    |                            |
| Chorwacja                                                             | Zdobyte trofea w rozgrywkach Chorwacji (stan na: 31-05-2021) |      |                            |

Jugosławia
| \| \| Zdobyte trofea w rozgrywkach Jugosławii (stan na: 31-05-1991) \| |                                                               |      |          |
| Rozgrywki                                                              | Osiągnięcie                                                   | Razy | Sezon(y) |
| Mistrzostwo                                                            | I miejsce                                                     | 0    |          |
| Mistrzostwo                                                            | II miejsce                                                    | 0    |          |
| Mistrzostwo                                                            | III miejsce                                                   | 0    |          |
| Mistrzostwo                                                            | ćwierćfinalista                                               | 1    | 1931/32  |
| Puchar                                                                 | zdobywca                                                      | 0    |          |
| Puchar                                                                 | finalista                                                     | 0    |          |
| II liga                                                                | I miejsce                                                     | 0    |          |
| II liga                                                                | II miejsce                                                    | 0    |          |
| II liga                                                                | III miejsce                                                   | 0    |          |
|                                                                        | Zdobyte trofea w rozgrywkach Jugosławii (stan na: 31-05-1991) |      |          |

- Prvenstvo Zagrebackog nogometnog podsaveza:
  - mistrz (1): 1932/33
- I. razred Prvenstva Zagreba:
  - mistrz (2): 1930/31, 1932/33

## Poszczególne sezony
}
| Sezon    | Liga                                                | M                                                   | Z                                                   | R                                                   | P                                                   | B+                                                  | B–                                                  | Pkt                                                 | Poz                                                 | Puchar                                              | R.                                                  | W.                                                  | R.                                                  | W.                                                  | Piłkarz                                             | Br.                                                 | Uwagi                                               |
| Sezon    | Mistrzostwa krajowe                                 | Mistrzostwa krajowe                                 | Mistrzostwa krajowe                                 | Mistrzostwa krajowe                                 | Mistrzostwa krajowe                                 | Mistrzostwa krajowe                                 | Mistrzostwa krajowe                                 | Mistrzostwa krajowe                                 | Mistrzostwa krajowe                                 | Puchar                                              | Inne puchary krajowe                                | Inne puchary krajowe                                | Puchary między- narodowe                            | Puchary między- narodowe                            | Król strzelców                                      | Król strzelców                                      | Uwagi                                               |
| -------- | --------------------------------------------------- | --------------------------------------------------- | --------------------------------------------------- | --------------------------------------------------- | --------------------------------------------------- | --------------------------------------------------- | --------------------------------------------------- | --------------------------------------------------- | --------------------------------------------------- | --------------------------------------------------- | --------------------------------------------------- | --------------------------------------------------- | --------------------------------------------------- | --------------------------------------------------- | --------------------------------------------------- | --------------------------------------------------- | --------------------------------------------------- |
| 1903     | założono ŠK Viktorija (Zagreb)                      | założono ŠK Viktorija (Zagreb)                      | założono ŠK Viktorija (Zagreb)                      | założono ŠK Viktorija (Zagreb)                      | założono ŠK Viktorija (Zagreb)                      | założono ŠK Viktorija (Zagreb)                      | założono ŠK Viktorija (Zagreb)                      | założono ŠK Viktorija (Zagreb)                      | założono ŠK Viktorija (Zagreb)                      | założono ŠK Viktorija (Zagreb)                      | założono ŠK Viktorija (Zagreb)                      | założono ŠK Viktorija (Zagreb)                      | założono ŠK Viktorija (Zagreb)                      | założono ŠK Viktorija (Zagreb)                      | założono ŠK Viktorija (Zagreb)                      | założono ŠK Viktorija (Zagreb)                      | założono ŠK Viktorija (Zagreb)                      |
| 1913/14  | Prvenstvo Hrvatske i Slavonije - I. razred          | 5                                                   | 2                                                   | 2                                                   | 1                                                   | 13                                                  | 12                                                  | 6                                                   | 3                                                   | nie org.                                            |                                                     |                                                     |                                                     |                                                     |                                                     |                                                     | nie dokończono                                      |
| 1918 (1) | Prvenstvo grada Zagreba - I. razred                 |                                                     |                                                     |                                                     |                                                     |                                                     |                                                     |                                                     |                                                     | nie org.                                            |                                                     |                                                     |                                                     |                                                     |                                                     |                                                     | nie startował                                       |
| 1918     | zmieniono nazwę na HŠK Concordia-Viktorija (Zagreb) | zmieniono nazwę na HŠK Concordia-Viktorija (Zagreb) | zmieniono nazwę na HŠK Concordia-Viktorija (Zagreb) | zmieniono nazwę na HŠK Concordia-Viktorija (Zagreb) | zmieniono nazwę na HŠK Concordia-Viktorija (Zagreb) | zmieniono nazwę na HŠK Concordia-Viktorija (Zagreb) | zmieniono nazwę na HŠK Concordia-Viktorija (Zagreb) | zmieniono nazwę na HŠK Concordia-Viktorija (Zagreb) | zmieniono nazwę na HŠK Concordia-Viktorija (Zagreb) | zmieniono nazwę na HŠK Concordia-Viktorija (Zagreb) | zmieniono nazwę na HŠK Concordia-Viktorija (Zagreb) | zmieniono nazwę na HŠK Concordia-Viktorija (Zagreb) | zmieniono nazwę na HŠK Concordia-Viktorija (Zagreb) | zmieniono nazwę na HŠK Concordia-Viktorija (Zagreb) | zmieniono nazwę na HŠK Concordia-Viktorija (Zagreb) | zmieniono nazwę na HŠK Concordia-Viktorija (Zagreb) | zmieniono nazwę na HŠK Concordia-Viktorija (Zagreb) |
| 1918 (2) | Prvenstvo grada Zagreba - I. razred                 | 2                                                   | 1                                                   | 0                                                   | 1                                                   | 3                                                   | 5                                                   | 2                                                   | 4                                                   | nie org.                                            |                                                     |                                                     |                                                     |                                                     |                                                     |                                                     |                                                     |
| 1918/19  | Prvenstvo grada Zagreba - I. razred                 |                                                     |                                                     |                                                     |                                                     |                                                     |                                                     |                                                     |                                                     | nie org.                                            |                                                     |                                                     |                                                     |                                                     |                                                     |                                                     | nie startował                                       |
| 1919     | zmieniono nazwę na ŠK Viktorija (Zagreb)            | zmieniono nazwę na ŠK Viktorija (Zagreb)            | zmieniono nazwę na ŠK Viktorija (Zagreb)            | zmieniono nazwę na ŠK Viktorija (Zagreb)            | zmieniono nazwę na ŠK Viktorija (Zagreb)            | zmieniono nazwę na ŠK Viktorija (Zagreb)            | zmieniono nazwę na ŠK Viktorija (Zagreb)            | zmieniono nazwę na ŠK Viktorija (Zagreb)            | zmieniono nazwę na ŠK Viktorija (Zagreb)            | zmieniono nazwę na ŠK Viktorija (Zagreb)            | zmieniono nazwę na ŠK Viktorija (Zagreb)            | zmieniono nazwę na ŠK Viktorija (Zagreb)            | zmieniono nazwę na ŠK Viktorija (Zagreb)            | zmieniono nazwę na ŠK Viktorija (Zagreb)            | zmieniono nazwę na ŠK Viktorija (Zagreb)            | zmieniono nazwę na ŠK Viktorija (Zagreb)            | zmieniono nazwę na ŠK Viktorija (Zagreb)            |
| 1919     | Prvenstvo Hrvatske i Slavonije                      | 6                                                   | 2                                                   | 1                                                   | 3                                                   | 7                                                   | 13                                                  | 5                                                   | 5                                                   | nie org.                                            |                                                     |                                                     |                                                     |                                                     |                                                     |                                                     |                                                     |
| 1919/20  | Prvenstvo Zagreba - I. razred                       | 6                                                   | 2                                                   | 1                                                   | 3                                                   | 7                                                   | 11                                                  | 5                                                   | 5                                                   | nie org.                                            |                                                     |                                                     |                                                     |                                                     |                                                     |                                                     |                                                     |
| 1920/21  | Prvenstvo Zagreba - I. razred                       | 14                                                  | 3                                                   | 1                                                   | 10                                                  | 12                                                  | 41                                                  | 7                                                   | 7                                                   | nie org.                                            |                                                     |                                                     |                                                     |                                                     |                                                     |                                                     |                                                     |
| 1921/22  | Prvenstvo Zagreba - I. razred                       | 14                                                  | 4                                                   | 1                                                   | 9                                                   | 23                                                  | 52                                                  | 9                                                   | 6                                                   | nie org.                                            |                                                     |                                                     |                                                     |                                                     |                                                     |                                                     |                                                     |
| 1922/23  | Prvenstvo Zagreba - I.B razred                      |                                                     |                                                     |                                                     |                                                     |                                                     |                                                     |                                                     | ?                                                   | nie start.                                          |                                                     |                                                     |                                                     |                                                     |                                                     |                                                     |                                                     |
| 1923     | zmieniono nazwę na ZŠK Viktorija (Zagreb)           | zmieniono nazwę na ZŠK Viktorija (Zagreb)           | zmieniono nazwę na ZŠK Viktorija (Zagreb)           | zmieniono nazwę na ZŠK Viktorija (Zagreb)           | zmieniono nazwę na ZŠK Viktorija (Zagreb)           | zmieniono nazwę na ZŠK Viktorija (Zagreb)           | zmieniono nazwę na ZŠK Viktorija (Zagreb)           | zmieniono nazwę na ZŠK Viktorija (Zagreb)           | zmieniono nazwę na ZŠK Viktorija (Zagreb)           | zmieniono nazwę na ZŠK Viktorija (Zagreb)           | zmieniono nazwę na ZŠK Viktorija (Zagreb)           | zmieniono nazwę na ZŠK Viktorija (Zagreb)           | zmieniono nazwę na ZŠK Viktorija (Zagreb)           | zmieniono nazwę na ZŠK Viktorija (Zagreb)           | zmieniono nazwę na ZŠK Viktorija (Zagreb)           | zmieniono nazwę na ZŠK Viktorija (Zagreb)           | zmieniono nazwę na ZŠK Viktorija (Zagreb)           |
| 1923/24  | Prvenstvo Zagreba - I.B razred                      |                                                     |                                                     |                                                     |                                                     |                                                     |                                                     |                                                     | ?                                                   | nie org.                                            |                                                     |                                                     |                                                     |                                                     |                                                     |                                                     |                                                     |
| 1924/25  | Prvenstvo Zagreba - I.B razred                      |                                                     |                                                     |                                                     |                                                     |                                                     |                                                     |                                                     | ?                                                   | nie org.                                            |                                                     |                                                     |                                                     |                                                     |                                                     |                                                     |                                                     |
| 1925/26  | Prvenstvo Zagreba - I.B razred                      |                                                     |                                                     |                                                     |                                                     |                                                     |                                                     |                                                     | ?                                                   | nie org.                                            |                                                     |                                                     |                                                     |                                                     |                                                     |                                                     |                                                     |
| 1926/27  | Prvenstvo Zagreba - I.B razred                      |                                                     |                                                     |                                                     |                                                     |                                                     |                                                     |                                                     | 1                                                   | nie org.                                            |                                                     |                                                     |                                                     |                                                     |                                                     |                                                     |                                                     |
| 1927/28  | Prvenstvo Zagreba - I razred                        | 12                                                  | 4                                                   | 2                                                   | 6                                                   | 23                                                  | 24                                                  | 10                                                  | 5                                                   | nie org.                                            |                                                     |                                                     |                                                     |                                                     |                                                     |                                                     |                                                     |
| 1928/29  | Prvenstvo Zagreba - I razred                        | 14                                                  | 6                                                   | 3                                                   | 5                                                   | 36                                                  | 27                                                  | 15                                                  | 4                                                   | nie org.                                            |                                                     |                                                     |                                                     |                                                     |                                                     |                                                     |                                                     |
| 1929/30  | Prvenstvo Zagreba - I razred                        | 14                                                  | 4                                                   | 3                                                   | 7                                                   | 29                                                  | 34                                                  | 11                                                  | 4                                                   | nie org.                                            |                                                     |                                                     |                                                     |                                                     |                                                     |                                                     |                                                     |
| 1930/31  | Prvenstvo Zagreba - I razred                        | 8                                                   | 7                                                   | 0                                                   | 1                                                   | 28                                                  | 5                                                   | 14                                                  | 1                                                   | nie start.                                          |                                                     |                                                     |                                                     |                                                     |                                                     |                                                     |                                                     |
| 1931/32  | Prvenstvo Zagreba - Izlučno natjecanje              | 14                                                  | 10                                                  | 4                                                   | 0                                                   | 41                                                  | 7                                                   | 24                                                  | 1                                                   | nie org.                                            |                                                     |                                                     |                                                     |                                                     |                                                     |                                                     | awans do finału                                     |
| 1931/32  | Prvenstvo Zagreba - I.A razred                      | 10                                                  | 4                                                   | 1                                                   | 5                                                   | 21                                                  | 18                                                  | 9                                                   | 4                                                   | nie org.                                            |                                                     |                                                     |                                                     |                                                     |                                                     |                                                     | awans do finału                                     |
| 1931/32  | Izlučno natjecanje za prvenstvo JNS - 1. skupina    | 8                                                   | 6                                                   | 2                                                   | 0                                                   | 19                                                  | 9                                                   | 14                                                  | 1                                                   | nie org.                                            |                                                     |                                                     |                                                     |                                                     |                                                     |                                                     | awans do finału                                     |
| 1931/32  | Prvenstvo Jugoslavije                               | 2                                                   | 0                                                   | 0                                                   | 2                                                   | 3                                                   | 10                                                  | 0                                                   | 1/4 f                                               | nie org.                                            |                                                     |                                                     |                                                     |                                                     |                                                     |                                                     | awans do finału                                     |
| 1932/33  | Prvenstvo Zagreba - I razred                        | 4                                                   | 3                                                   | 0                                                   | 1                                                   | 8                                                   | 3                                                   | 6                                                   | 1                                                   | nie org.                                            |                                                     |                                                     |                                                     |                                                     |                                                     |                                                     | awans do finału ZNP z Segesta (Sisak)               |
| 1932/33  | Prvenstvo Zagrebačkog nogometnog podsaveza          | 2                                                   | 2                                                   | 0                                                   | 0                                                   | 11                                                  | 4                                                   | 4                                                   | 1                                                   | nie org.                                            |                                                     |                                                     |                                                     |                                                     |                                                     |                                                     | awans do finału ZNP z Segesta (Sisak)               |
| 1933/34  | Prvenstvo Zagreba - I razred                        |                                                     |                                                     |                                                     |                                                     |                                                     |                                                     |                                                     | ?                                                   | nie zakw.                                           |                                                     |                                                     |                                                     |                                                     |                                                     |                                                     |                                                     |
| 1934/35  | Prvenstvo Zagreba - I razred                        |                                                     |                                                     |                                                     |                                                     |                                                     |                                                     |                                                     | ?                                                   | nie org.                                            |                                                     |                                                     |                                                     |                                                     |                                                     |                                                     |                                                     |
| 1935/36  | Prvenstvo Zagreba - I razred                        |                                                     |                                                     |                                                     |                                                     |                                                     |                                                     |                                                     | ?                                                   | nie zakw.                                           |                                                     |                                                     |                                                     |                                                     |                                                     |                                                     |                                                     |
| 1936/37  | Prvenstvo Zagreba - I razred                        |                                                     |                                                     |                                                     |                                                     |                                                     |                                                     |                                                     | ?                                                   | nie org.                                            |                                                     |                                                     |                                                     |                                                     |                                                     |                                                     |                                                     |
| 1937/38  | Prvenstvo Zagreba - I razred                        |                                                     |                                                     |                                                     |                                                     |                                                     |                                                     |                                                     | ?                                                   | nie zakw.                                           |                                                     |                                                     |                                                     |                                                     |                                                     |                                                     |                                                     |
| 1938/39  | Prvenstvo Zagreba - I razred                        |                                                     |                                                     |                                                     |                                                     |                                                     |                                                     |                                                     | ?                                                   | nie zakw.                                           |                                                     |                                                     |                                                     |                                                     |                                                     |                                                     |                                                     |
| 1939/40  | Prvenstvo Zagreba - I razred                        |                                                     |                                                     |                                                     |                                                     |                                                     |                                                     |                                                     | ?                                                   | nie org.                                            |                                                     |                                                     |                                                     |                                                     |                                                     |                                                     |                                                     |
| 1940/41  | Prvenstvo Banovine Hrvatske                         |                                                     |                                                     |                                                     |                                                     |                                                     |                                                     |                                                     | ?                                                   | nie org.                                            |                                                     |                                                     |                                                     |                                                     |                                                     |                                                     | nie zakw.                                           |
| 1941     | zmieniono nazwę na NK Krešimir (Zagreb)             | zmieniono nazwę na NK Krešimir (Zagreb)             | zmieniono nazwę na NK Krešimir (Zagreb)             | zmieniono nazwę na NK Krešimir (Zagreb)             | zmieniono nazwę na NK Krešimir (Zagreb)             | zmieniono nazwę na NK Krešimir (Zagreb)             | zmieniono nazwę na NK Krešimir (Zagreb)             | zmieniono nazwę na NK Krešimir (Zagreb)             | zmieniono nazwę na NK Krešimir (Zagreb)             | zmieniono nazwę na NK Krešimir (Zagreb)             | zmieniono nazwę na NK Krešimir (Zagreb)             | zmieniono nazwę na NK Krešimir (Zagreb)             | zmieniono nazwę na NK Krešimir (Zagreb)             | zmieniono nazwę na NK Krešimir (Zagreb)             | zmieniono nazwę na NK Krešimir (Zagreb)             | zmieniono nazwę na NK Krešimir (Zagreb)             | zmieniono nazwę na NK Krešimir (Zagreb)             |
| 1941     | zmieniono nazwę na HŠK Viktorija (Zagreb)           | zmieniono nazwę na HŠK Viktorija (Zagreb)           | zmieniono nazwę na HŠK Viktorija (Zagreb)           | zmieniono nazwę na HŠK Viktorija (Zagreb)           | zmieniono nazwę na HŠK Viktorija (Zagreb)           | zmieniono nazwę na HŠK Viktorija (Zagreb)           | zmieniono nazwę na HŠK Viktorija (Zagreb)           | zmieniono nazwę na HŠK Viktorija (Zagreb)           | zmieniono nazwę na HŠK Viktorija (Zagreb)           | zmieniono nazwę na HŠK Viktorija (Zagreb)           | zmieniono nazwę na HŠK Viktorija (Zagreb)           | zmieniono nazwę na HŠK Viktorija (Zagreb)           | zmieniono nazwę na HŠK Viktorija (Zagreb)           | zmieniono nazwę na HŠK Viktorija (Zagreb)           | zmieniono nazwę na HŠK Viktorija (Zagreb)           | zmieniono nazwę na HŠK Viktorija (Zagreb)           | zmieniono nazwę na HŠK Viktorija (Zagreb)           |
| 1941/42  | Prvenstvo Zagreba - I razred                        | 18                                                  | 6                                                   | 2                                                   | 10                                                  | 26                                                  | 39                                                  | 14                                                  | 5                                                   | nie org.                                            |                                                     |                                                     |                                                     |                                                     |                                                     |                                                     |                                                     |
| 1942/43  | Prvenstvo Zagreba - II razred (skupina Tomislav)    | 14                                                  | 11                                                  | 0                                                   | 3                                                   | 41                                                  | 21                                                  | 22                                                  | 1                                                   | nie org.                                            |                                                     |                                                     |                                                     |                                                     |                                                     |                                                     |                                                     |
| 1943/44  | Prvenstvo Zagreba - I. razred                       | 14                                                  | 1                                                   | 1                                                   | 12                                                  | 11                                                  | 80                                                  | 3                                                   | 8                                                   | nie org.                                            |                                                     |                                                     |                                                     |                                                     |                                                     |                                                     |                                                     |
| 1945     | zmieniono nazwę na NK Napredak (Zagreb)             | zmieniono nazwę na NK Napredak (Zagreb)             | zmieniono nazwę na NK Napredak (Zagreb)             | zmieniono nazwę na NK Napredak (Zagreb)             | zmieniono nazwę na NK Napredak (Zagreb)             | zmieniono nazwę na NK Napredak (Zagreb)             | zmieniono nazwę na NK Napredak (Zagreb)             | zmieniono nazwę na NK Napredak (Zagreb)             | zmieniono nazwę na NK Napredak (Zagreb)             | zmieniono nazwę na NK Napredak (Zagreb)             | zmieniono nazwę na NK Napredak (Zagreb)             | zmieniono nazwę na NK Napredak (Zagreb)             | zmieniono nazwę na NK Napredak (Zagreb)             | zmieniono nazwę na NK Napredak (Zagreb)             | zmieniono nazwę na NK Napredak (Zagreb)             | zmieniono nazwę na NK Napredak (Zagreb)             | zmieniono nazwę na NK Napredak (Zagreb)             |
| 1945     | Prvenstvo Zagreba - I. razred                       |                                                     |                                                     |                                                     |                                                     |                                                     |                                                     |                                                     |                                                     | nie org.                                            |                                                     |                                                     |                                                     |                                                     |                                                     |                                                     | mistrzostwa po 1 kolejce odwołano                   |
| 1945     | klub rozwiązano                                     | klub rozwiązano                                     | klub rozwiązano                                     | klub rozwiązano                                     | klub rozwiązano                                     | klub rozwiązano                                     | klub rozwiązano                                     | klub rozwiązano                                     | klub rozwiązano                                     | klub rozwiązano                                     | klub rozwiązano                                     | klub rozwiązano                                     | klub rozwiązano                                     | klub rozwiązano                                     | klub rozwiązano                                     | klub rozwiązano                                     | klub rozwiązano                                     |

### Rozgrywki międzynarodowe

#### Europejskie puchary
W 1938 roku uczestniczył w rozgrywkach o Puchar Mitropa, przegrywając łącznie z czechosłowackim SK Kladno z wynikiem 1:3 i 2:1.

### Rozgrywki krajowe
Chorwacja
| \| Chorwacja \| Bilans występów klubu w rozgrywkach piłkarskich Chorwacji (Stan na 31 lipca 2021 r.) \| \| |                                                                                      |        |       |   |   |   |    |    |     |                                        |        |        |      |
| Poziom | Rozgrywki                                                                            | Sezony | Mecze | Z | R | P | B+ | B– | Pkt | Lata                                   | Awanse | Spadki | Naj. |
| I | Prvenstvo Hrvatske i Slavonije / Prvenstvo Zagreba                                   | 6      |       |   |   |   |    |    |     | 1913/14, 1918–1919, 1941/42, 1943–1945 | 0      | 0      | 4    |
| II | II razred ZNP                                                                        | 1      |       |   |   |   |    |    |     | 1942/43                                | 1      | 0      | 1    |
| | Puchar Chorwacji                                                                     | 0      |       |   |   |   |    |    |     |                                        | 0      | 0      |      |
| Chorwacja                                                                                                  | Bilans występów klubu w rozgrywkach piłkarskich Chorwacji (Stan na 31 lipca 2021 r.) |        |       |   |   |   |    |    |     |                                        |        |        |      |

Jugosławia
| \| \| Bilans występów klubu w rozgrywkach piłkarskich Jugosławii (Stan na 31 lipca 2021 r.) \| |                                                                                       |        |       |   |   |   |    |    |     |                            |        |        |      |
| Poziom                                                                                         | Rozgrywki                                                                             | Sezony | Mecze | Z | R | P | B+ | B– | Pkt | Lata                       | Awanse | Spadki | Naj. |
| I                                                                                              | Prvenstvo JNS                                                                         | 1      |       |   |   |   |    |    |     | 1931/32                    | 0      | 0      | 1/4  |
| II                                                                                             | I. razred ZNP / I.A razred ZNP                                                        | 15     |       |   |   |   |    |    |     | 1919–1922, 1927–1940, 1945 | 1      | 1      | 1    |
| III                                                                                            | I.B razred ZNP                                                                        | 5      |       |   |   |   |    |    |     | 1922–1927                  | 1      | 0      | 1    |
|                                                                                                | Puchar Jugosławii                                                                     | 0      |       |   |   |   |    |    |     |                            | 0      | 0      |      |
|                                                                                                | Bilans występów klubu w rozgrywkach piłkarskich Jugosławii (Stan na 31 lipca 2021 r.) |        |       |   |   |   |    |    |     |                            |        |        |      |

## Struktura klubu

### Stadion
Klub piłkarski rozgrywa swoje mecze domowe na Športsko igralište Viktorija w Zagrzebiu. Wcześniej grał na boisku Elipsa (1907– 1922).

## Kibice i rywalizacja z innymi klubami

### Derby
- Concordia Zagrzeb
- Croatia Zagrzeb
- Građanski Zagrzeb
- HAŠK Zagrzeb
- Ilirija Zagrzeb
- HTŠK Zagrzeb
- Slavija Zagrzeb
- Šparta Zagrzeb
- Željezničar Zagrzeb